# ウィーン自然史博物館
ウィーン自然史博物館（ドイツ語: Naturhistorisches Museum Wien、NHMW）は、オーストリアウィーンの自然史を専門とする博物館である。オーストリアで最も大きな博物館の一つであり、約3000万点の収蔵品を誇る。世界でも主要な博物館の1つとされる。
フランツ1世（フランツ・シュテファン）が1748年にフィレンツェのジャン・ドゥ・バイユウから購入したコレクションが起源で、長く皇室で管理されていたが、フランツ・ヨーゼフ1世がウィーンに移し1876年に帝国自然史博物館を設立し、1889年に公開した。
施設と展示品は国有だが、運営団体は民間である。運営資金は主に国の補助金で、入館料など施設からの収入はごく一部である。
ほぼ同じ外観の美術史博物館が隣接する。
この博物館には1807年に開設され、550万点の標本を擁する植物標本室が存在し、植物学の文献においてはWと略記される。